# Enock Molefe
Enock Molefe (født 6. juni 1968) er en sydafrikansk fodbolddommer, som dømmer i den sydafrikanske liga. Han blev FIFA-dommer i 2000, og dømmer som linjedommer. Han har dømt et VM i fodbold i, 2010 hvor han var linjedommer for Jerome Damon fra Sydafrika. Han har også dømt i tre Africa Cup of Nations, samt i Sommer-OL 2008.
| Biografi | Spire Denne biografi om en fodbolddommer er en spire som bør udbygges. Du er velkommen til at hjælpe Wikipedia ved at udvide den. |